# روی ادوارد دیزنی
روی ادوارد دیزنی (به انگلیسی: Roy Edward Disney) KCSG (زاده ۱۰ ژانویه ۱۹۳۰ - درگذشته ۱۶ دسامبر ۲۰۰۹) یک تاجر آمریکایی بود. او مدت‌ها مدیر اجرایی ارشد شرکت والت دیزنی بود که توسط پدرش روی اولیور دیزنی و عمویش والت دیزنی تأسیس شد. در زمان مرگ، او بیش از ۱۶ میلیون سهام (حدود ۱٪ از شرکت) را در اختیار داشت و به عنوان مشاور برای شرکت، به عنوان مدیر بازنشسته برای هیئت مدیره خدمت کرد. در دوران تصدی خود، او اخراج دو مدیر ارشد دیزنی را سازماندهی کرد: ران دبلیو. میلر در سال ۱۹۸۴ و مایکل آیسنر در سال ۲۰۰۵.
دیزنی به عنوان آخرین عضو از خانواده دیزنی که به‌طور فعال در شرکت مشارکت داشت، اغلب با عمو و پدرش مقایسه می‌شد. در سال ۲۰۰۶، مجله فوربس ثروت شخصی او را ۱٫۲ میلیارد دلار تخمین زد.
دیزنی همچنین یک قایق‌سوار مشهور بود، یکی از اعضای باشگاه قایق بادبانی سن دیگو که بیشتر به خاطر موفقیتش در مسابقه قایق بادبانی ترنس پسیفیک و برنده شدن در مسابقه نیوپورت برمودا شناخته می‌شود.